# Dihammaphora ibirajarai
Dihammaphora ibirajarai är en skalbaggsart som beskrevs av Jose R.M. Mermudes 1998. Dihammaphora ibirajarai ingår i släktet Dihammaphora och familjen långhorningar. Inga underarter finns listade i Catalogue of Life.